# Gekko scientiadventura
Gekko scientiadventura es una especie de gecos de la familia Gekkonidae.

## Distribución geográfica
Es endémica del centro de Vietnam y en la zona adyacente de Laos.